# Маршала Гречка (станція метро)
50°30′18″ пн. ш. 30°25′24″ сх. д. / 50.50500° пн. ш. 30.42333° сх. д.
«Маршала Гречка» — проєктована станція Сирецько-Печерської лінії Київського метрополітену. Згідно з планами має бути розташована за станцією «Виноградар» та буде кінцевою, згідно з Генпланом Києва, оскільки раніше вона мала назву Синьоозерна. Сучасна назва станції походить від колишньої назви вулиці Івана Виговського (на честь маршала А. А. Гречка), яка була змінена в рамках декомунізації.
У жовтні 2017 року опубліковано проєктні рендери станції.